# ライク・ザ・デザーツ・ミス・ザ・レイン
『ライク・ザ・デザーツ・ミス・ザ・レイン』 (原題 :Like the Deserts Miss the Rain) は、イギリスの音楽バンドであるエヴリシング・バット・ザ・ガールが2003年に発表したコンピレーション・アルバムである。

## 概要
本作は、彼ら最大のヒットシングル『ミッシング』、初期作『イーチ・アンド・エヴリワン』から当時点で最新アルバムであった『テンパラメンタル』アルバムの楽曲、またマッシヴ・アタックとの共作曲、シングルのカップリングのみで発表されていたオリジナルアルバム未収録の楽曲などが収録されている。
逆に、『ファイヴ・ファゾムス～愛のまどろみ』や、『ドライヴィング』のように、シングルカットされていながら選にもれた楽曲も多数存在する。

## 楽曲
本作には、以下のカヴァー曲が収録されている。
- 『マイ・ヘッド・イズ・マイ・オンリー・ハウス・アンレス・イット・レインズ』 (オリジナルはキャプテン・ビーフハート)
- 『コルコヴァード』 (オリジナルはアントニオ・カルロス・ジョビン)
- 『オールモスト・ブルー』 (オリジナルはエルヴィス・コステロ)

なお、『マイ・ヘッド・イズ・マイ・オンリー・ハウス・アンレス・イット・レインズ』と『コルコヴァード』について、日本盤CDのライナーノーツで「このアルバムのために特別に収録された曲」とあるが、前者は『めぐり逢い - I Didn't Know I Was Looking For Love』(1993年)のシングルカップリング曲として、後者はコンピレーション・アルバムの『RED HOT + RIO』(1996年)で発表済である。
『トレイシー・イン・マイ・ルーム』は、彼らのアルバム『哀しみ色の街』(1996年)収録曲である『WRONG』のヴォーカルトラックに、アメリカ人DJサンディ・リヴェラのプロジェクト、SOUL VISIONの楽曲『Come Into My Room』のバックトラックを組み合わせたマッシュアップ楽曲である。

## 収録曲
1. マイ・ヘッド・イズ・マイ・オンリー・ハウス・アンレス・イット・レインズ - My Head Is My Only House Unless It Rains
2. ローラーコースター - Rollercoaster
3. コルコヴァード - Corcovado
4. イーチ・アンド・エヴリワン - Each and Every One
5. ビフォア・トゥデイ (CHICANE REMIX) - Before Today (Chicane Remix)
6. マイン - Mine
7. プロテクション (マッシヴ・アタック with トレイシー・ソーン) - Protection
8. シングル (フォーテックREMIX) - Single (Photek Remix)
9. トレイシー・イン・マイ・ルーム (LAZY DOG BOOTLEG VOCAL MIX) - Tracey in My Room (Lazy Dog Bootleg Vocal Mix)
10. ミッシング (トッド・テリーREMIX) - Missing (Todd Terry Remix)
11. オールモスト・ブルー - Almost Blue
12. ノー・ディファレンス - No Difference
13. クロス・マイ・ハート - Cross My Heart
14. ミラーボール - Mirrorball
15. ア・ピース・オブ・マイ・マインド - A Piece of My Mind
16. 哀しみ色の街 - Walking Wounded

## DVD
同タイトルのDVDがヨーロッパ圏で発売されている。日本で一般に普及しているNTSC規格ではなく、PAL規格での製品である。